# بازگشت مرزنشین
بازگشت مرزنشین (انگلیسی: Return of the Frontiersman) فیلمی در ژانر وسترن است به کارگردانی ریچارد ال. بیر که در سال ۱۹۵۰ منتشر شد.
از بازیگران آن می‌توان به گوردون مک‌ری، جولی لاندن، روری کلهون، جک هالت، و فرد کلارک اشاره کرد.